# Пшедбор із Бжезя
Пшедбор (Пшедбур) із Бжезя гербу Задора (пом. бл. 1387) — державний діяч Королівства Польського, підстолій краківський (1364–1370), маршалок Королівства Польського (1375–1378 та 1381–1387); вважається протопластою родини Лянцкоронських.

## Життєпис
Був одним із трьох синів Збіґнєва з Бжезя — сєрадзького каштеляна та воєводи, володаря сіл Бжезя, Шарува, Домброви і Ґродковиців. Після батька одідичив Бжезе. Мав братів Збіґнєва, Вроцлава та Пакоша (Пакослава); з дружиною мали двох синів — Збіґнєва та Пшедбора.
Вперше згадку про Пшедбора з Бжезя в документах достовірно можна ідентифікувати 1357 роком, коли він без зазначення будь-якої посади засвідчував королівські документи. Імовірно, десь із цього часу перебував у королівському оточенні. З 1359 року лицар двору короля Казимира Великого, був його близьким соратником. Протягом 1364–1370 років обіймав посаду краківського підстолія. 1370 року король у своєму заповіті записав Пшедборові разом із його братами Збіґнєвом і Пакославом місто Водзіслав. Також, він отримав від цього короля у довічне володіння замок Огродзенець, в ремонт якого він вклав значні кошти. Янко із Чарнкова відзначив Пшедбора серед сановників, які приносили жертви в Краківському катедральному соборі після смерті короля. Він пожертвував 3 великі срібні чаші.
Пшедбор мав будинок у Кракові недалеко від Бохенської брами. Невдовзі став прибічником нового короля Людовика Угорського, близько 1375 року отримав посаду маршалка Королівства Польського, на якій перебував до кінця 1378 року. Декілька разів у документах тих часів він згадується як маршалок краківський. Під час кривавого інциденту між поляками та угорцями у Кракові 7 грудня 1376 року, коли загинув краківський староста Ян Кміта та було вбито, за різними даними, від 75 до 160 угорців, Пшедбор сховав у своєму будинку двох угорських юнаків, улюбленців королеви. Проте, коли він пішов до замку, його слуги самі кинули двох угорців на поталу натовпу.
Пшедбор супроводжував короля під час угорсько-польського походу на Волинь 1377 року, зокрема, взяв участь в облозі Холма, після цього з частиною польських військ прийшов на поміч королеві, який з угорськими військами тримав у облозі Белз. Після невеликої перерви, 1381 року Пшедбор знову став маршалком, обіймав цю посаду до кінця життя.
Посада маршалка королівства була пов'язана з функцією охмістра (управителя) королівського двору — ним також був Пшедбор, який наприкінці життя служив королеві Ядвізі, а після її одруження також королю Владиславу Ягайлу. За їхнього правління Пшедбор був також підскарбієм вавельським. 1387 року король записав Пшедбору 300 гривень польських грошів на замку та місті Добчицях з прилеглими землями, як відшкодування витрат на замок в Огродзенці, який був наданий Влодькові з Харбіновичів, чашнику краківському.
Помер Пшедбор із Бжезя на межі 1387–1388 років.